# Phang Nga

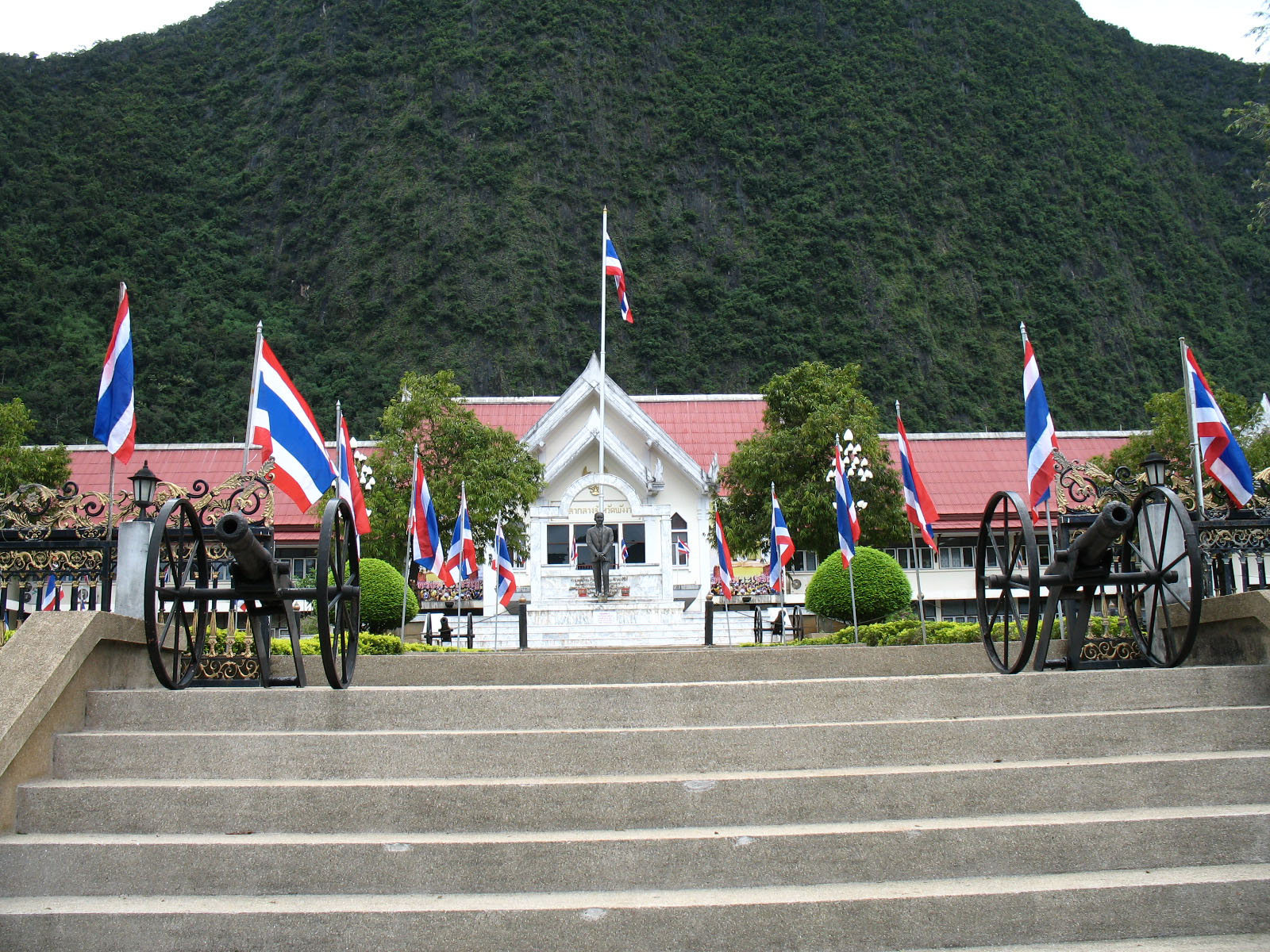
Predio da prefeitura e o monte Khao Chang ao fundo

Phang Nga (em tailandês:  พังงา) é uma cidade no sul da Tailândia, capital da província da Phang Nga. Em 2005 tinha uma população de 9559 habitantes e abrangia uma área de 6,75 km².
A administração municipal foi criado em 11 de fevereiro de 1937
A cidade é subdividida em 9 distritos ( chumchon ).
1. Talat Yai (ตลาดใหญ่)
2. Borirak Bamrung (บริรักษ์บำรุง)
3. Samakkhi (สามัคคี)
4. Thung Chedi (ทุ่งเจดีย์)
5. Ruamchai Phatthana (ร่วมใจพัฒนา)
6. Na Krok Khok Ya (นากรอกคอกหญ้า)
7. Thanon Mai (ถนนใหม่)
8. Khao Chang (เขาช้าง)
9. Wang Mokaeng (วังหม้อแกง)

## Localização
A cidade está localizada a aproximadamente 95 km de Phuket, uma das principais localidades turísticas da Tailândia.